# Флаг Находки
Флаг Нахо́дкинского городского округа Приморского края Российской Федерации.
Флаг утверждён 31 июля 1997 года как флаг города Находки (после муниципальной реформы — Находкинский городской округ).
Флаг Находкинского городского округа разработан Беловым В.А. на основании герба Находкинского городского округа по правилам и соответствующим традициям геральдики и отражает исторические, культурные, социально-экономические, национальные и иные местные традиции.
Флаг является официальным символом Находкинского городского округа.

## Описание флага
Первое положение о флаге Находки было утверждено 31 июля 1997 года постановлением мэра города № 1099, описание флага гласило:

Флаг города Находки представляет собой:
1. Полотнище белого цвета, прямоугольной формы с соответствием сторон 2:3.
2. По центру полотнища, горизонтально, проходят три синих (голубых) полосы, символизирующих море и флотскую атрибутику.
3. В центре стилизованный якорь, символизирующий город-порт.
Белый цвет — символ мира, покоя, чистых помыслов.
Синий (голубой) цвет — символ славы, чести, верности.

11 октября 2000 года решением Находкинской городской Думы № 244, было утверждено новое положение о флаге города.
24 июня 2005 года решением Думы Находкинского городского округа № 410 предыдущее положение было признано утратившим силу, и решением Думы Находкинского городского округа № 411 было утверждено новое положение о флаге города, которым в описание флага были внесены незначительные изменения:

1. Флаг Находкинского городского округа представляет собой прямоугольное полотнище белого цвета с соотношением сторон 2:3.
2. По центру полотнища, горизонтально, проходят 3 синих (голубых) полосы, символизирующих море и флотскую атрибутику. В центре стилизованный якорь, символизирующий город-порт.
3. Белый цвет — символ мира, покоя, чистых помыслов.
4. Синий (голубой) цвет — символ славы, чести, верности.